# Ljus vinkelblomfluga
Ljus vinkelblomfluga (Didea fasciata) är en tvåvingeart som beskrevs av Macquart 1834. Ljus vinkelblomfluga ingår i släktet vinkelblomflugor, och familjen blomflugor.
Artens utbredningsområde är Frankrike. Arten är reproducerande i Sverige. Inga underarter finns listade i Catalogue of Life.

## Bildgalleri

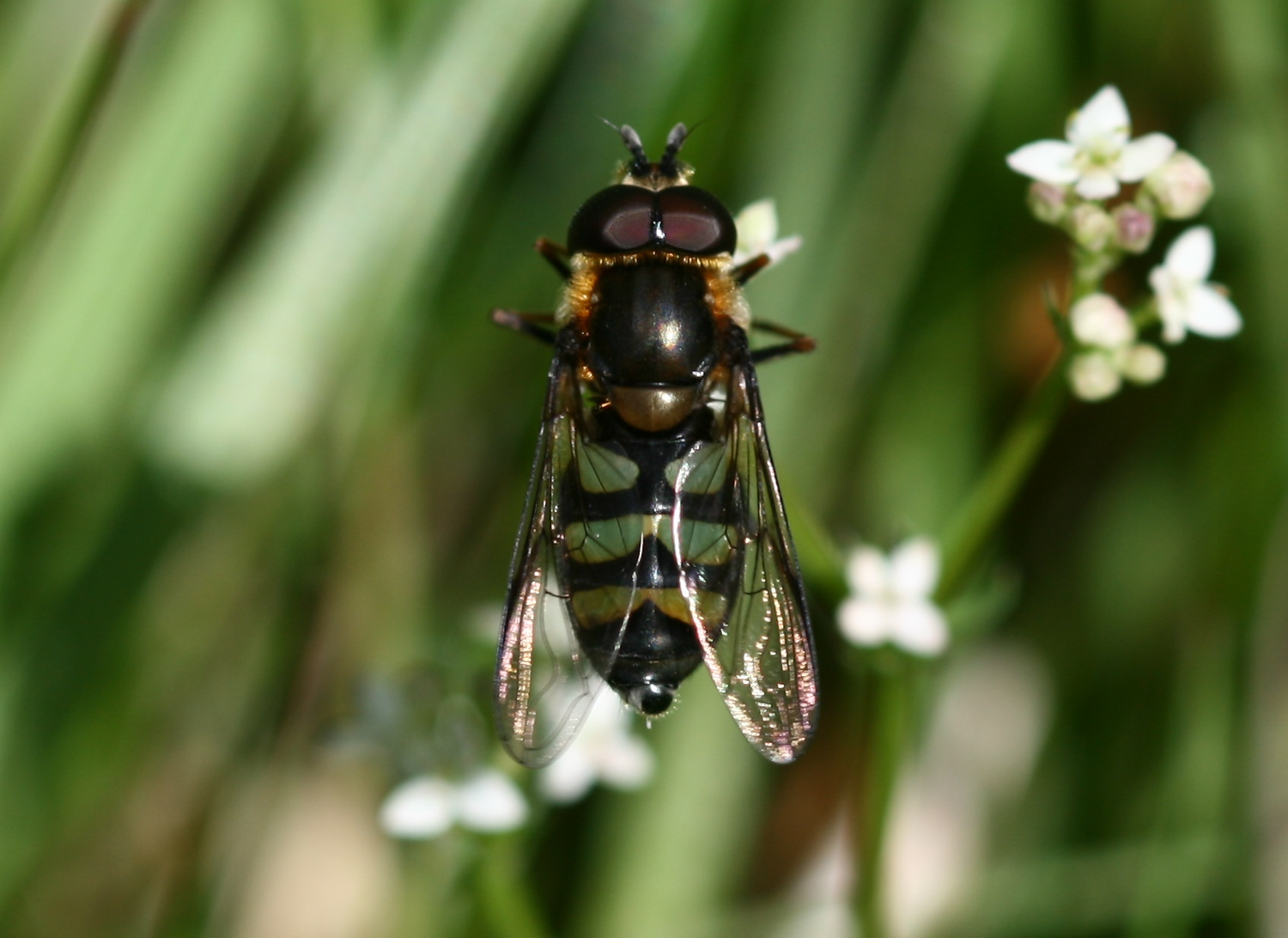